# Американска агенция за международно развитие
Американската агенция за международно развитие (на английски: United States Agency for International Development, USAID) е държавна институция в Съединените американски щати, която администрира невоенната чуждестранна помощ, предоставяна на други страни.
Агенцията е създадена от президента Джон Кенеди през 1961 година на мястото на дотогавашната Администрация за международно сътрудничество. Тя е независима федерална агенция, но дейността ѝ във връзка с външната политика се координира с президента, държавния секретар и Съвета за национална сигурност.
В Русия агенцията е обвинявана, че представлява прикритие за дейността на Централното разузнавателно управление, и през 2012 година режимът на Владимир Путин силно ограничава дейността ѝ в страната.